# Église Notre-Dame-du-Perpétuel-Secours d'Asnières-sur-Seine
L’église Notre-Dame-du-Perpétuel-Secours est une église paroissiale de la commune d'Asnières-sur-Seine. Elle est située au 31, rue Albert Ier. La messe dominicale est célébrée à 10 heures 30 et à 18 heures.

## Historique

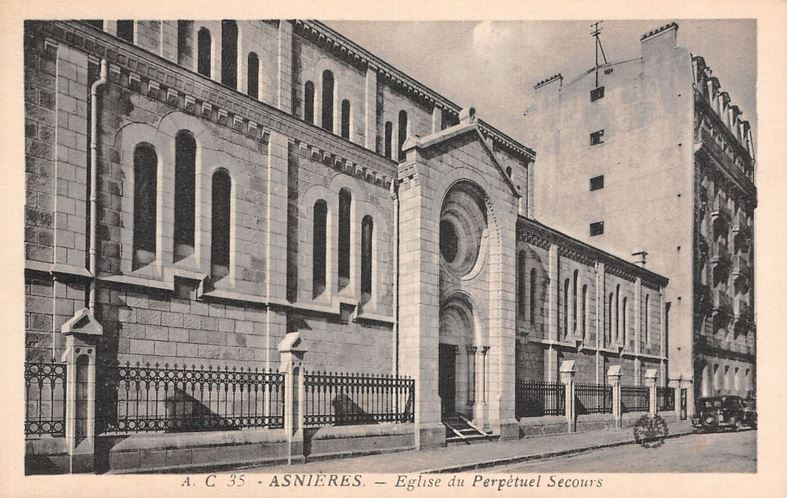
Église Notre-Dame-du-Perpétuel-Secours d’Asnières-sur-Seine.

La première pierre est bénie par le cardinal Verdier en 1934 et les travaux se poursuivent selon les plans de l'architecte Alfred Nasousky. L'église, de style néo-roman, est consacrée en 1936 à Notre-Dame du Perpétuel Secours, mais la construction n'est pas achevée lorsque la guerre de 1939-1945 éclate. Aussi le clocher n'est pas construit et la façade est simplement murée, avec une petite porte en ouverture. Elle a été financée par l'Œuvre des Chantiers du Cardinal.
En juin 2020, la façade de l'église est finalisée, sous la maîtrise d'œuvre d'Aude Daniault, de l'agence d'architecture Archi DS. L'extension comporte un accueil accessible depuis le parvis, un narthex, une chapelle de semaine à l'entrée de l'église ainsi que des salles de réunion. La nouvelle façade mise en place, entourée de deux nouveaux accès, intègre un portail surmonté d'une représentation de Notre-Dame-du-Perpétuel-Secours, réalisée en béton poli et inspirée d'une icône du XIVe siècle présente dans l'édifice. La principale caractéristique de cette nouvelle façade est d'être transparente, afin de laisser pénétrer la lumière dans l'édifice. Ces travaux supplémentaires ont coûté 900 000 euros

## Paroisse

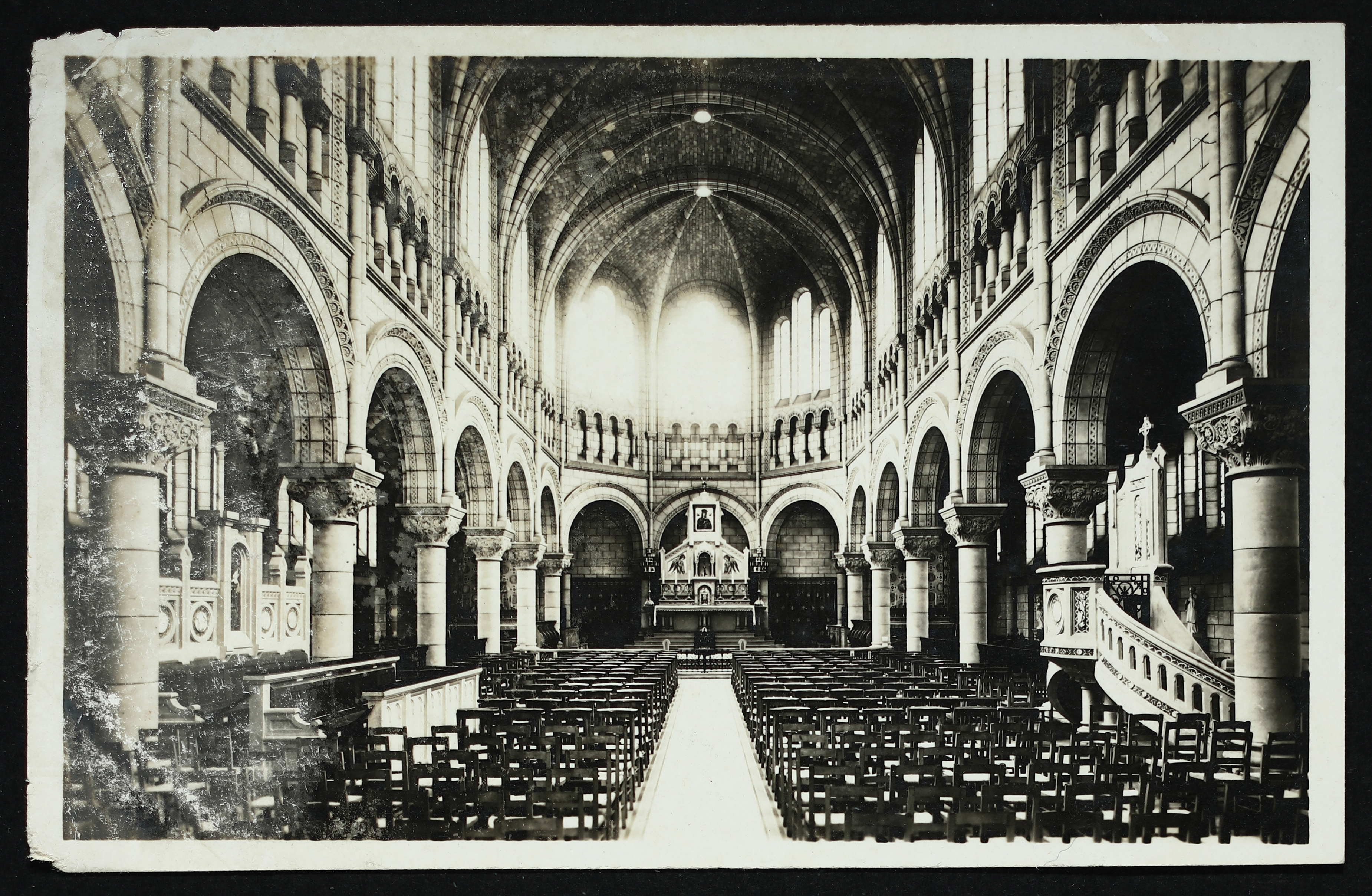
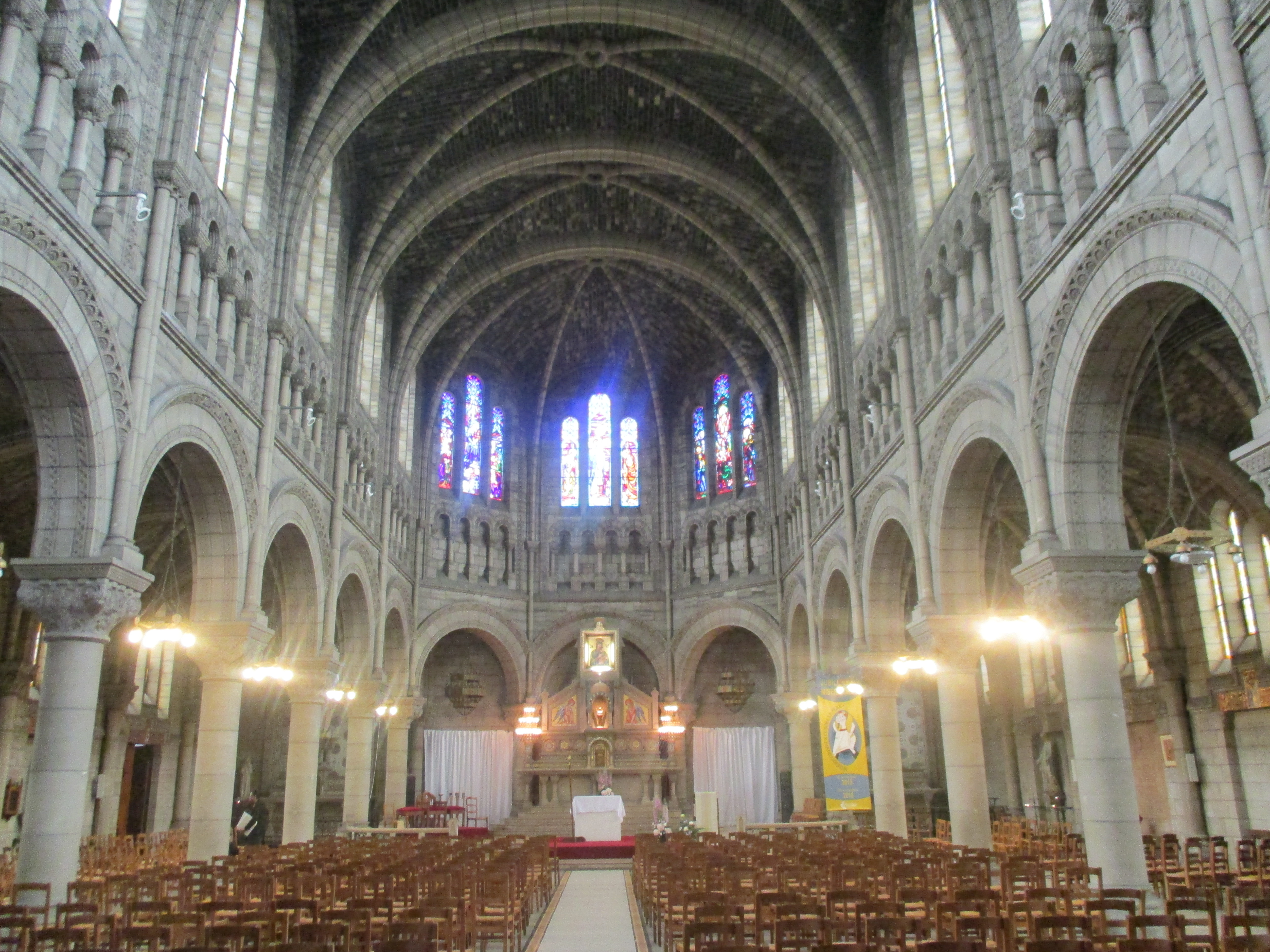

## Pour approfondir